# Pride Remix
PRIDE Remix è un singolo degli High and Mighty Color.

## Il disco
Il singolo contiene sei nuove versioni del precedente PRIDE, remixate da artisti provenienti da tutte le gamme della musica giapponese. Al momento della sua uscita, il singolo si posizionò al 20º posto della classifica Oricon.

## Lista tracce
Testi e musiche degli High and Mighty Color.
1. PRIDE 〜Nu school of mixture mix〜 (Denki Groove) – 4:37
2. PRIDE 〜R&B norishiromix〜 (NORISHIROCKS) – 4:20
3. PRIDE 〜HΛL's MIX 2005〜 (HΛL) – 5:21
4. PRIDE 〜D.D.INOReMIX〜 (MITSUU) – 5:17
5. PRIDE 〜Real Latin Players mix〜 (DJ DRAGON) – 7:37
6. PRIDE 〜'Phantom pain' norishirobreakmegamix〜 (NORISHIROCKS) – 3:10

## Formazione
- Mākii – voce
- Yūsuke – seconda voce
- MEG – chitarra solista
- Kazuto – chitarra ritmica
- Mai Hoshimura – tastiere
- Mackaz – basso
- SASSY – batteria